# Running with Scissors (azienda)
Running with Scissors è un'azienda statunitense dedita allo sviluppo di videogiochi con sede nella città di Tucson (AZ), fondata nel 1997 da Vince Desiderio.
L'azienda è famosa per aver sviluppato tutti i videogiochi della serie Postal, contraddistinta da un'estrema e gratuita violenza che ha portato alle proteste di intere associazioni e ha causato il bando di Postal 2 in Nuova Zelanda; dal 2012 il gioco è comunque disponibile in tutto il mondo sulla piattaforma Steam.

## Storia
Running with Scissors è stata fondata nel 1997 da Vince Desiderio come sostituta di Riedel Software Productions; l'azienda si era stancata di sviluppare videogiochi per bambini sotto licenza e, di conseguenza, ha iniziato a lavorare su Postal, titolo contraddistinto da un'estrema e gratuita violenza.

## Videogiochi
| Anno | Videogioco            | Piattaforma/e                         |
| ---- | --------------------- | ------------------------------------- |
| 1997 | Postal                | Windows, Android                      |
| 2003 | Postal 2              | Windows                               |
| 2011 | Postal 3              | Windows                               |
| 2016 | Postal: Redux         | Windows, PlayStation 4, Switch        |
| 2022 | Postal 4: No Regerts  | Windows, PlayStation 4, PlayStation 5 |
| 2022 | Postal: Brain Damaged | Windows                               |